# Тараваи
Тараваи (фр. Taravai) — второй по величине остров в составе островов Гамбье.

## География
Расположен в 1,5 км к юго-западу от острова Мангарева и примерно в 300 м к северу от Ангакауитаи. Имеет форму треугольника. Площадь острова — 5,7 км².

## История
В 1838 году жители острова были христианизированы. Европейским первооткрывателем Тараваи является английский капитан Уилсон, открывший остров в 1797 году.

## Административное деление
Административно входит в состав коммуны Гамбье.

## Население
Единственное поселение острова — Агоноко, в котором живут 3 человека.